# Хосе Луис Чилаверт
Хосѐ Луис Фѐликс Чилаверт Гонса̀лес (на испански: José Luis Félix Chilavert González) е парагвайски футболен вратар. Три пъти печели приза за най-добър вратар на планетата. Чилаверт е известен със своите умения от бялата точка и с невероятните си пряк-свободни удари. В професионалната си кариера е отбелязал 62 гола, много от тях жизненоважни за отбора му. Той отбелязва 4 гола за националния тим на Парагвай в квалификациите за световно първенство 2002 г. Чилаверт е известен със своят висок темперамент и изключителна ексцентричност, които са му донесли множество наказания през годините. Професионалната си кариера той прекратява през декември 2003 г. Чилаверт е единственият вратар в историята на футбола, който е успял да отбележи три гола в рамките на един мач.

## Кариера
- 1975-1983 г. – „Спортиво Лукеньо“ (шампион през 1983 г.)
- 1984 г. – „Гуарани“ (шампион през 1984 г.)
- 1985-1988 г. – „Сан Лоренсо“ (шампион през 1985 г.)
- 1988-1992 г. – „Сарагоса“
- 1992-2000 г. – „Велес Сарсфийлд“ (шампион през 1993, 1995 и 1996 г.)
- 2000-2002 г. – „Страсбург“
- 2002-2003 г. – „Пенярол“
- 2003-2004 г. – „Велес Сарсфийлд“

## Национален отбор
Чилаверт дебютира в националния отбор през 1989 г. Участва на СП-98 (осминафинал, обявен за най-добър вратар на първенството), както и на „Копа Америка“ през 1993 и 1997 г.

## Награди
- Шампион на Аржентина (1993) (с Велес Сарсфийлд)
- Копа Либертадорес (1994) (с Велес Сарсфийлд)
- Междуконтиненталната купа (1994) (с Велес Сарсфийлд)
- Шампион на Аржентина (1995) (с Велес Сарсфийлд)
- Шампион на Аржентина (1996) (с Велес Сарсфийлд)
- Шампион на Аржентина (1998) (с Велес Сарсфийлд)
- Купата на Франция (2001) (със Страсбург)
- Шампион на Уругвай (2003) (с Пенярол)